# Sandpapir
Sandpapir eller glaspapir er generiske navne brugt om en type belagte slibemidler, der består af ark af papir eller stof med slibemateriale limet fast til den ene side.
Sandpapir produceres i en række finhedsvarianter, og bruges til at fjerne materiale fra overflader, enten for at gøre dem glattere, for at fjerne et lag af materiale (såsom gammel maling) eller nogle gange for at gøre en overflade mere ru (for eksempel til forberedelse til limning).
Finhed beskrives med den gennemsnitlige partikeldiameter. Jo større finhed, desto mindre partikelstørrelse. Jo mindre finhed, desto større partikelstørrelse.